# Breathe (2017)
Breathe (prt: Vive; bra: Uma Razão para Viver) é um filme britânico de 2017, do gênero drama romântico-biográfico, dirigido por Andy Serkis, em sua estreia na direção, e escrito por William Nicholson, baseado na história real de Robin Cavendish, homem que ficou paralítico do pescoço para baixo após ter contraído poliomielite aos 28 anos de idade.
O elenco é estrelado por Andrew Garfield, Claire Foy, Hugh Bonneville, Tom Hollander, Ed Speleers e Dean-Charles Chapman.
O longa teve sua estreia mundial no 42.º Festival Internacional de Cinema de Toronto em 11 de setembro de 2017. Foi lançado nos Estados Unidos pela Bleecker Street em 13 de outubro e, no Reino Unido, pela STXinternational no dia 27 do mesmo mês.